# Носій (новела)
«Носі́й» (фр. Le Colporteur) — новела французького письменника Гі де Мопассана, видана в 1893 році. Сюжет твору розповідає про те, як оповідач став випадковим свідком подружньої зради.

## Історія
Вперше ця новела була надрукована в газеті «Le Figaro» 8 березня 1893 року. Пізніше Гі де Мопассан включив цей твір до однойменної збірки. Український переклад твору здійснив Кость Тищенко. В його перекладі новелу опублікували у видавництві «Дніпро» двічі: у восьмитомному зібранні творів Гі де Мопассана (1969—1972) і двотомному виданні вибраних творів письменника (1990).

## Сюжет
Оповідач любить гуляти за містом, звідки часто повертається вночі. Цього разу на темній дорозі його наздогнав якийсь чоловік з мішком. Як з'ясувалося, це був крамар, що повертався пізно і боявся йти сам. Йому вже не раз доводилось робити такі нічні вояжі, аби вчасно доставити крам до гамазеї. Вдячний за компанію, власник крамниці запросив подорожнього до себе в господу. Кохана молода дружина не відчинила чоловікові і той вирішив, що вона міцно спить. Поки господар дому ходив за вином у льох, оповідач побачив, як двері її кімнати прочинилися, з них вийшов незнайомець і швидко зник на сходах. Після повернення крамаря дружина нарешті відгукнулась на його голос і сказала, що вона міцно спить.